# Shortlandeilanden

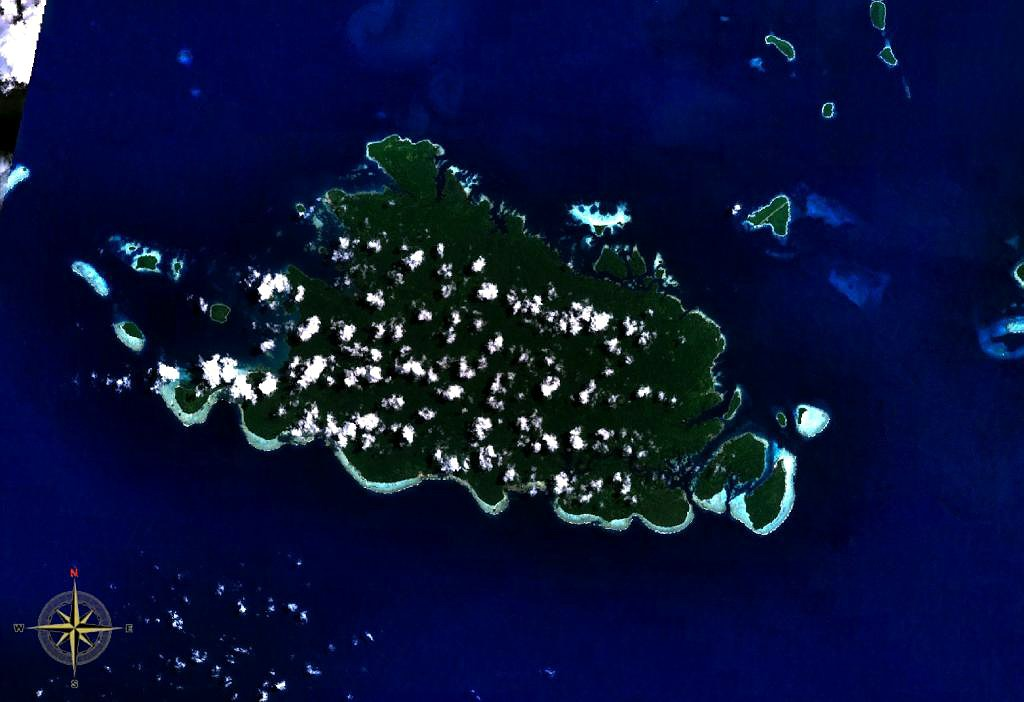
NASA opname

De Shortlandeilanden vormen een eilandengroep die behoren tot de provincie Western van de Salomonseilanden. De eilanden liggen op 6 tot 8 km afstand ten zuidoosten van het eiland Bougainville (behorend tot Papoea-Nieuw-Guinea). Het grootste eiland in Shortland. De andere eilanden van deze groep zijn Ovau, Pirumeri, Magusaia, Fauro en Ballale. Ballale was in de Tweede Wereldoorlog in Azië een belangrijke basis voor de Japanse strijdkrachten en daardoor is hier een groot kerkhof van vliegtuigen uit die periode.
De eilanden zijn vernoemd naar de Britse marine-officier John Shortland (1739 –1803). Het keizerrijk Duitsland maakte tot het Samoaverdrag van 14 november 1899 aanspraak op deze eilanden als onderdeel van de andere koloniale bezittingen in Oceanië, Duits-Nieuw-Guinea.

## Bron
- Dit artikel of een eerdere versie ervan is een (gedeeltelijke) vertaling van het artikel Shortland Islands op de Engelstalige Wikipedia, dat onder de licentie Creative Commons Naamsvermelding/Gelijk delen valt. Zie de bewerkingsgeschiedenis aldaar.